# Inga arenicola
Inga arenicola é uma espécie vegetal da família Fabaceae.
Pequena árvore, de 4 metros de altura máxima, encontrada nas áreas de restinga do litoral do Estado do Rio de Janeiro, no Brasil.